# Vitasovci
Vitasovci är en ort i Bosnien och Hercegovina.   Den ligger i entiteten Republika Srpska, i den nordvästra delen av landet, 200 km nordväst om huvudstaden Sarajevo. Vitasovci ligger 132 meter över havet och antalet invånare är 412.
Terrängen runt Vitasovci är platt åt sydost, men åt nordväst är den kuperad. Vitasovci ligger nere i en dal. Närmaste större samhälle är Prijedor, 18,7 km öster om Vitasovci. 
Omgivningarna runt Vitasovci är en mosaik av jordbruksmark och naturlig växtlighet. Runt Vitasovci är det ganska tätbefolkat, med 67 invånare per kvadratkilometer.